# Glycyphana
Glycyphana is een geslacht van kevers uit de familie bladsprietkevers (Scarabaeidae). Het geslacht werd voor het eerst wetenschappelijk beschreven in 1842 door Burmeister.

## Soorten
- Ondergeslacht Caloglycyphana Mikšič, 1968
  - Glycyphana aethiessida Wallace, 1868
  - Glycyphana bella Wallace, 1867
  - Glycyphana binotata (Gory & Percheron, 1833)
  - Glycyphana bisignata Kraatz, 1885
  - Glycyphana catena Arrow, 1910
  - Glycyphana fadilae Mikšič, 1967
  - Glycyphana georgijevici Mikšič, 1967
  - Glycyphana lasciva Thomson, 1858
  - Glycyphana lombokiana Schoch, 1897
  - Glycyphana nigricollis Moser, 1908
  - Glycyphana papua Wallace, 1867
  - Glycyphana pexata Janson, 1881
  - Glycyphana pretiosa Mikšič, 1970
  - Glycyphana pulcherrima (MacLeay, 1871)
  - Glycyphana quadriguttata Snellen van Vollenhoven, 1864
  - Glycyphana reischigi Krajcik, 2009
  - Glycyphana rubromarginata Mohnike, 1873
  - Glycyphana subcincta Janson, 1881
  - Glycyphana torquata (Fabricius, 1801)
  - Glycyphana toxopei Moser, 1926
  - Glycyphana trivittata Wallace, 1867
- Ondergeslacht Euglycyphana Miksic, 1968
  - Glycyphana aurora Arrow, 1941
  - Glycyphana lateralis Wallace, 1867
  - Glycyphana luzonica Moser, 1917
  - Glycyphana maculiceps Moser, 1914
  - Glycyphana moluccarum Wallace, 1867
  - Glycyphana rubroplagiata Moser, 1922
  - Glycyphana vernalis Wallace, 1867
  - Glycyphana viridiceps Moser, 1914
- Ondergeslacht Glycyphana
  - Glycyphana aurocincta Arrow, 1910
  - Glycyphana bimaculata Kraatz, 1885
  - Glycyphana florensis Lucassen, 1936
  - Glycyphana fruhstorferi Schoch, 1897
  - Glycyphana fulvipicta Wallace, 1867
  - Glycyphana fulvistemma Motschulsky, 1858
  - Glycyphana glauca Blanchard, 1853
  - Glycyphana horsfieldi (Hope, 1831)
  - Glycyphana hybrida Mikšič, 1970
  - Glycyphana macquarti (Gory & Percheron, 1833)
  - Glycyphana maculipennis Moser, 1914
  - Glycyphana nasalis Boheman, 1858
  - Glycyphana plicata Lansberge, 1880
  - Glycyphana pseudoaruensis Mikšič, 1968
  - Glycyphana quadrinotata Moser, 1912
  - Glycyphana rufitincta MacLeay, 1886
  - Glycyphana rugipennis Ritsema, 1879
  - Glycyphana velutina MacLeay, 1886
  - Glycyphana stolata (Fabricius, 1781)
- Ondergeslacht Glycyphaniola Mikšič, 1968
  - Glycyphana allardi Antoine, 1992
  - Glycyphana andamanensis Janson, 1877
  - Glycyphana aspera Wallace, 1867
  - Glycyphana aterrima (Wiedemann, 1823)
  - Glycyphana australiana Mikšič, 1971
  - Glycyphana brooksi Bacchus, 1974
  - Glycyphana brunnipes (Kirby, 1818)
  - Glycyphana chamnongi Antoine, 1991
  - Glycyphana cincta Wallace, 1867
  - Glycyphana cretata Wallace, 1867
  - Glycyphana cuculus Burmeister, 1842
  - Glycyphana darwinensis Bacchus, 1974
  - Glycyphana delponti Antoine, 2002
  - Glycyphana enganoënsis Mikšič, 1968
  - Glycyphana fasciata  (Fabricius, 1775)
  - Glycyphana festiva  (Fabricius, 1792)
  - Glycyphana gracilipes Moser, 1914
  - Glycyphana gracilis Sawada, 1942
  - Glycyphana harashimai Sakai, 2007
  - Glycyphana illusa Janson, 1881
  - Glycyphana inusta Mohnike, 1871
  - Glycyphana irianica Mikšič, 1968
  - Glycyphana landini Mikšič, 1968
  - Glycyphana irianica Mikšič, 1968
  - Glycyphana landini Mikšič, 1968
  - Glycyphana laotica Miksic, 1968
  - Glycyphana leucogastra Mikšič, 1967
  - Glycyphana mediata Westwood, 1874
  - Glycyphana melanaria Kraatz, 1885
  - Glycyphana miksici  Antoine & Legrand, 2002
  - Glycyphana minima Bates, 1891
  - Glycyphana modesta (Fabricius, 1792)
  - Glycyphana moellendorfi Flach, 1890
  - Glycyphana neglecta Moser, 1914
  - Glycyphana nepalensis Kraatz, 1894
  - Glycyphana nicobarica  Janson, 1877
  - Glycyphana parvula Moser, 1914
  - Glycyphana peterseni Mikšič, 1970
  - Glycyphana petrovitzi Mikšič, 1968
  - Glycyphana pusilla Bacchus, 1974
  - Glycyphana pygmaea Mohnike, 1871
  - Glycyphana quadricolor (Wiedemann, 1823)
  - Glycyphana rufovittata (Guérin-Méneville, 1840)
  - Glycyphana sarawakensis Moser, 1914
  - Glycyphana setifera Moser, 1914
  - Glycyphana steveni  Antoine & Legrand, 2002
  - Glycyphana sumbana Jakl, 2009
  - Glycyphana tambora  Jakl, 2009
  - Glycyphana tonkinensis Moser, 1914
  - Glycyphana unimaculata Paulian, 1960
  - Glycyphana varicorensis Burmeister, 1842
  - Glycyphana widagdoi  Antoine & Legrand, 2002
- Ondergeslacht Heteroglycyphana Mikšič, 1968
  - Glycyphana mirei  Antoine, 1996
  - Glycyphana tibialis Moser, 1913
- Ondergeslacht Macroglycyphana Mikšič, 1968
  - Glycyphana chewi Antoine & Legrand, 2002
  - Glycyphana malayensis (Guérin-Méneville, 1830)
  - Glycyphana mohagani  Legrand, 2004
  - Glycyphana nigra Mikšič, 1986
  - Glycyphana siberutensis  Antoine & Legrand, 2002
- Ondergeslacht Microglycyphana Mikšič, 1968
  - Glycyphana penanga Wallace, 1867
- Niet in een ondergeslacht geplaatst:
  - Glycyphana aromatica Wallace, 1867
  - Glycyphana regalis Snellen van Vollenhoven, 1864